# Oskar Hensel
Oskar Hensel war ein deutscher Fußballspieler.

## Karriere

### Vereine
Hensel gehörte als Abwehrspieler dem SC Minerva 1893 an, mit dem er in der Saison 1909/10 in der vom Verband Berliner Ballspielvereine durchgeführten Berliner Meisterschaft Punktspiele bestritt und die Klasse als Sechstplatzierter von neun teilnehmenden Vereinen beendete.

### Auswahlmannschaft
Als Spieler der Auswahlmannschaft des Verbandes Berliner Ballspielvereine nahm er am zum zweiten Mal ausgetragenen Wettbewerb um den Kronprinzenpokal teil, dem ersten deutschen Pokalwettbewerb des DFB, der von den seinerzeit existierenden Regionalverbänden ausgetragen wurde. Nachdem seine Auswahlmannschaft am 10. Oktober und 14. November 1910 im Viertel- und Halbfinale gegen die Auswahlmannschaften des Märkischen Fußball-Bundes und des Südostdeutschen Fußball-Verbandes sich mit 5:2 und 9:1 hatte durchsetzen können, erreichte sie das Finale. Das am 10. April 1910 auf dem Viktoria-Platz in Mariendorf bei Berlin gegen die Auswahlmannschaft des Verbandes Süddeutscher Fußball-Vereine ausgetragene Finale endete mit der 5:6-Niederlage.

## Erfolge
- Finalist um den Kronprinzenpokal 1910